# Pepe Gnecco
José Eduardo Gnecco Cerchar (nacido en Papayal, Barrancas, La Guajira), más conocido como "Pepe Gnecco" es un arquitecto y político Ítalo-colombiano exsenador de la república de Colombia y varias veces candidato a la gobernación del Cesar.

## Familia
Los apellidos Gnecco y Cerchar son originarios de Italia. Los Gnecco y los Cerchar se asentaron en el sur del departamento de La Guajira en el siglo XIX. Su padre Lucas de Jesús Gnecco Navas fue un reconocido ciudadano en la Guajira que invertía sus ganancias en ganadería, lo cual es el origen de la riqueza actual de la familia. Su madre fue Elvia Cerchar de Gnecco. José Eduardo es hermano de Jorge, Lucas, Cielo, Juan Orlando Gnecco (en el exilio) Nelson. Los hermanos crecieron en el corregimiento de Papayal, (Barrancas) zona rural del sur de La Guajira. Lucas de Jesús Gnecco Navas fue primo hermano de Andrés Samper Gnecco, padre del expresidente de Colombia, Ernesto Samper. Algunos de sus sobrinos son el gobernador del Cesar (2012-2015) Luis Alberto Monsalvo Gnecco, y el senador José Alfredo Gnecco Zuleta.
Gnecco Cerchar está casado con Laura Giraldo con quien tiene tres hijos; Miguel, Lucas y Laura Gnecco Giraldo.

## Trayectoria
Gnecco Cerchar estudió y egresó de arquitectura en la Universidad Autónoma de Guadalajara, México. 

### Candidato a la gobernación del Cesar (1995)
El entonces gobernador del Cesar, Lucas Gnecco obligó a empleados de la Gobernación a votar por su hermano José Eduardo "Pepe" Gnecco, quien aspiraba a remplazarlo en el cargo. Gnecco Cerchar perdió las elecciones a la gobernación frente al candidato Mauricio Pimiento y su hermano Lucas se vio envuelto en problemas con la justicia debido a su influencia en las elecciones.

### Senador de Colombia
Gnecco Cerchar fue elegido al senado junto al político liberal y hacendado Miguel Villazón Quintero como "segundo renglón" o congresista sustituto, para el periodo 1998-2002. Gnecco y Villazón obtuvieron 61496 votos. Gnecco Cerchar pasó a integrar la Comisión Quinta de Senado con la mayoría del caudal electoral concentrado en el departamento del Cesar. Su campaña al senado fue financiada en gran parte por su hermano, Jorge Gnecco Cerchar. La lista de Gnecco y Villazón al senado compitió contra la lista de María Cleofe Martínez y Victor Ochoa Daza.
Durante su gestión como senador, Gnecco Cerchar tuvo autoría en las siguientes leyes:
- "Por medio de la cual se expide el Código de Ética del Congresista. [Código de Ética del Congresista]" 11 de agosto de 2005
- "Por el cual se promueve el uso racional y eficiente de la energía y se dictan otras disposiciones en materia energética." 17 de marzo de 1999
- "Por medio del cual se modifica la Constitución Política (períodos legislativos)." 24 de febrero de 1999

También presentó una ponencia "Por el cual se establecen medidas para el control de la contaminación derivada del parque automotor. " 11 de diciembre de 2000. 
Gnecco Cerchar fue reemplazado temporalmente por Bibiana Bacci García, esposa de su primo Kiko Gómez, del 1 de junio de 2001 al 30 de noviembre de 2001, como tercer renglón de su lista.
Villazón Quintero remplazó a Gnecco Cerchar en el senado entre el 1 de junio de 2002 y el 19 de julio de 2002.

### Pacto de Ralito
Gnecco Cerchar fue uno de los políticos que firmaron el pacto de Ralito el 23 de julio de 2001 entre los paramilitares de las AUC y políticos afines a "refundar" juntos a Colombia. Su caso fue incluido en la investigación por "Parapolítica" que llevaba a cabo la Corte Suprema de Justicia de Colombia, pero al renunciar al senado, su caso pasó a la Fiscalía donde fue archivado. Su hermano, Jorge Gnecco fue asesinado por órdenes de los paramilitares de las AUC, Salvatore Mancuso, Carlos Castaño y Jorge 40, el 11 de agosto de 2001, después de haber sido uno de los precursores de la llegada de los paramilitares a los departamentos de Magdalena, Cesar y La Guajira junto con su hermano Lucas, Kiko Gómez, Santa Lopesierra, Marquitos Figueroa, entre otros.
El 12 de marzo de 2008, la justicia colombiana a través de la Fiscalía General de Nación, ordenó su captura, pero Gnecco Cerchar había escapado a Italia, país del que es ciudadano.
El 6 de agosto de 2010, el fiscal 26 especializado de la Unidad Nacional Contra el Terrorismo precluyó la investigación contra Gnecco Cerchar por los presuntos nexos con las Autodefensas en el municipio del Carmelo, Córdoba, según declaración del jefe paramilitar Salvatore Mancuso.

### Secuestro
En la tarde del domingo, 27 de junio de 2004, hombres de las AUC al mando de alias Jorge 40 secuestraron al exsenador Gnecco Cerchar junto con su esposa Laura Giraldo, sus hijos, una sobrina (hija de su hermano Lucas Gnecco, llamada Xilena María Gnecco Zuleta) dos jóvenes más y el conductor Ricardo Luna, a la altura de la vereda Perico Aguaos, de Santa Marta, sobre la Transversal del Caribe, carretera que une a las ciudades de Santa Marta y Riohacha. La familia Gnecco viajaba en una camioneta blanca, marca Toyota, desde Santa Marta hacia la ciudad de Maracaibo, en Venezuela. Las autoridades encontrarían el vehículo abandonado a unos 30 kilómetros del lugar del secuestro, en el corregimiento de Palomino, cerca al límite entre los departamentos de La Guajira y Magdalena. Algunos de los familiares de Gnecco, eran de nacionalidad norteamericana, por lo que Estados Unidos intervino en el caso del secuestro.
Al momento del secuestro, Jorge 40 disputaba con el narcotraficante Hernán Giraldo el control de rutas del narcotráfico en la zona. Giraldo era socio del hermano de Gnecco Cerchar, Jorge Gnecco, asesinado en 2001 como parte de dicha disputa. Alias Jorge 40, aseguró que el clan Gnecco-Cerchar era un clan político corrupto y criminal y les tachó de "delincuentes de cuello de blanco y de banda organizada". El secuestro puso en peligro la continuidad del Proceso de desmovilización de paramilitares en Colombia, que llevaba a cabo el gobierno de Álvaro Uribe con miembros de las AUC.
Las autoridades adjudicaron el secuestro a Eduardo Enrique Vengoechea, alias “El Flaco”, y otros 12 hombres miembros de un bloque de las AUC que operaba en la Sierra Nevada bajo el mando de Hernán Giraldo, quien es fue señalado por el general Mario Montoya de ser el autor intelectual del secuestro.
Las AUC pidieron excusas a los gobiernos de Colombia y Estados Unidos por el secuestro.
Tras mediación del comisionado de paz, Luis Carlos Restrepo y por solicitud del presidente Álvaro Uribe, Gnecco Cerchar fue liberado por las AUC el 30 de junio de 2004, en la localidad de Mendihuaca, región de Don Diego (Departamento del Magdalena) a las 5 de la tarde en la ladera norte de la Sierra Nevada de Santa Marta.

### Candidato a la gobernación del Cesar (2011)
Tras precluir su investigación por el Pacto de Ralito, Gnecco abandonó Italia, donde se encontraba prófugo de la justicia y volvió a Colombia en 2010.
En junio de 2011, Gnecco Cerchar planteó lanzarse a la gobernación del Cesar por el Partido de la U, sin embargo su sobrino Luis Alberto Monsalvo también estaba siendo considerado por su madre Cielo, para lanzarse, lo que denotó conflictos familiares por el poder. Gnecco Cerchar entonces culpó al aspirante a la gobernación Alfonso Mattos Barrero de torpedear su aspiración.